# Potamonautes idjwiensis
Potamonautes idjwiensis is een krabbensoort uit de familie van de Potamonautidae. De wetenschappelijke naam van de soort is voor het eerst geldig gepubliceerd in 1942 door Chace.